# Maximilian von Schlägel
Maximilian von Schlägel, auch Schlaegel, (* 19. Dezember 1788 in Amberg; † 6. November 1863 in Kronach) war ein königlich bayerischer Offizier, zuletzt im Rang eines Generalmajors, und ab 1855 Kommandant der Festung Rosenberg.

## Leben

### Familie
Maximilian Thomas Ritter (Max) von Schlägel war der Sohn des königlich bayerischen Majors außer Dienst Johann Michael Ritter von Schlägel (* 12. März 1755; † 6. Januar 1836 in Amberg). Schon sein Vater wurde am 15. April 1808 mit der Verleihung als Ritter des Militär-Max-Joseph-Ordens, in den persönlichen Adelsstand im Königreich Bayern erhoben. Die Auszeichnung erhielt er als Oberleutnant für sein tapferes Verhalten bei der Erstürmung des Lagers und der Festung Glatz am 24. Juni 1807. Seine Eintragung in die bayerische Adelsmatrikel bei der Ritterklasse erfolgte am 11. Mai 1816. Er heiratete am 20. Oktober 1783 in Amberg Rosine Miller (* 31. Oktober 1762; † 8. Januar 1811 in Amberg), die Mutter von Maximilian.

### Militärischer Werdegang
Schlägel absolvierte die ersten vier Vorbereitungsklassen und trat am 1. Februar 1803 als Gemeiner in das 11. Infanterie-Regiment „Junker“ ein. Mit dieser Einheit kämpfte er 1805 im Dritten Koalitionskrieg gegen Österreich. Am 1. August 1806 wurde er zum Korporal befördert und nahm als solcher im gleichen Jahr am Feldzug gegen Preußen teil. Er kämpfte unter anderem bei den Belagerungen der Festungen Großglogau, Brieg und Cosel sowie in den Gefechten bei Kanth (14. Mai 1806) und Niederhannsdorf (23. Juni 1806) in Schlesien. Auch bei der Erstürmung der Festung Galtz, für die sein Vater den Militär-Max-Joseph-Ordens erhielt, wurde Korporal Schlägel im Armeebefehl namentlich genannt.
Im  Feldzug gegen Österreich 1809 kämpfte Schlägel, seit 28. Februar 1809 als Unterleutnant, gegen die Aufständischen in Tirol. Im folgenden Russlandfeldzug von 1812 stand er bei der 6. Kompanie seines Regiments und erhielt am 18. August 1812 während der Schlacht bei Polozt (17. und 18. August 1812) eine schwere Verwundung am rechten Unterschenkel. Am 11. Oktober 1812 zum Oberleutnant befördert, marschierte Schlägel mit der 5. Kompanie im Juni 1813 ins Feldlager nach München.
Im Herbst 1813, während der Kämpfe gegen Frankreich, hatte Schlägel mehrfach Gelegenheit sich auszuzeichnen. Am 31. Oktober 1813 verteidigte er die Mainbrücke, die von Sachsenhausen nach Frankfurt führte. Auch nach dem Gefecht bei Brienne (2. Februar 1812) wird Schlägel wegen seiner Tapferkeit im Armeebefehl erwähnt. Am 12. Februar 1814 gelang ihm den von französischen Truppen besetzten Kirchhof der Stadt Nogent-sur-Seine nach einem Bajonettangriff zu besetzen. Am 27. Oktober 1814 stürmte das 1. Bataillon des 10. Regiments unter Oberst Karl Peter von Theobald während der Schlacht bei Bar-sur-Aube die Stadt Bar-sur-Aube, deren Zugänge von französischen Einheiten besetzt waren und von diesen hartnäckig verteidigt wurden. Das andrängenden bayerische Bataillon musste weichen. Oberleutnant Schlägel sammelte die zurückgehenden Mannschaften und stürmte erneut gegen die Stadt. Es gelang ihm einen Zugang zu erobern und damit nachrückenden Einheiten die gesamte Stadt zu besetzen. Sein tapferer Einsatz wurde in den Armeebefehlen vom 7. März und 24. Juni 1814 mehrmals gewürdigt.
Ein im Hauptquartier zu München am 25. August 1814 tagendes Ordenskapitel des Militär-Max-Joseph-Ordens unter Vorsitz von General Heinrich von Reuß sprach sich mit Mehrheit für die Aufnahme Schlägels in den Orden aus. Allerdings befand der Ordensgroßkanzler in seinem an den Großmeister des Ordens erstatteten Bericht vom 20. Juni 1815, dass Schlägels Tat keine so ungewöhnliche gewesen sei, dass sie den Militär-Max-Joseph-Orden verdiene. Dem Antrag wurde damit nicht stattgegeben. Am 20. April 1820 ersuchte Schlägel erneut um die Aufnahme in den Orden nach. Er hatte weitere Aussagen und Dokumente nachgereicht, die sein selbständiges Handeln bewiesen. Ein weiteres am 21. Juni 1820 zu München abgehaltenes Ordenskapitel, erneut unter Vorsitz von General von Reuss, stimmte jetzt einstimmig für Schlägels Aufnahme in den Orden. Auch der Ordensgroßkanzler sah nun eine den Ordensstatuten vollkommen entsprechende, ganz freiwillige, tapfere und mit höchstem Erfolg ausgeführte Handlung. Schlägel wurde mit allerhöchstem Signat vom 26. Juni 1820, mit Armeebefehl vom 1. Oktober 1822, wegen der Auszeichnung bei Bar-sur-Aube am 27. Februar 1814, als Ritter in den Militär-Max-Joseph-Orden aufgenommen.
Am 1. September 1814 wurde Oberleutnant Schlägel zu dem im Juni 1814 neu aufgestellten Grenadier-Garde-Regiment versetzt, mit dem er 1815 den Feldzug in Frankreich erlebte. Er kämpfte zu Pferde, da ihm seine Verwundung am Unterschenkel vom August 1812 ein längeres Marschieren unmöglich machte. Am 30. April 1818 wurde er zum Hauptmann 2. Klasse im Grenadier-Garde-Regiment befördert. Am 24. September 1823 wurde Schlägel statt des persönlichen Adelsstandes, der ihm mit der Verleihung des Militär-Max-Joseph-Orden zustand und den bereits sein Vater besaß, zum „Beweiß Allerhöchster Zufriedenheit mit seinem, dem Vaterlande rühmlichst geleisteten Kriegsdienste“, der erbliche Adelsstand im Königreich Bayern verliehen. Die Eintragung in die bayerische Adelsmatrikel erfolgte am 1. Oktober 1823.
Mit der Umbildung des Grenadier-Garde-Regiment wurde Maximilian von Schlägel im Januar 1826 zum 2. Infanterie-Regiment „Kronprinz“ versetzt und am 1. Januar 1832 zum Hauptmann 1. Klasse ernannt. Im selben Jahr gehörte er zu den Mitorganisatoren der für Griechenland bestimmten Truppenteile. Am 25. Dezember 1841 wurde Schlägel zum Major im 6. Infanterie-Regiment „vacant Herzog Wilhelm von Bayern“ befördert und im Oktober 1842 erneut zu seiner alten Einheit, dem 10. Infanterie-Regiment, versetzt. Am 26. Januar 1845, nach 50 Dienstjahren, erhielt er das Ehrenkreuz des Ludwigsordens. Am 31. März 1848 erfolgte seine Beförderung zum Oberstleutnant und am 9. Oktober 1848 die zum Oberst im 12. Infanterie-Regiment König „Otto von Griechenland“. Am 31. März 1855 wurde Schlägel zum Kommandeur der Festung Rosenheim ernannt und gleichzeitig der Charakter als Generalmajor verliehen. Am 1. Januar 1859 wurde er mit dem Komturkreuz des bayerischen Verdienstordens vom Heiligen Michael ausgezeichnet.
Am 27. April 1859 wurde er unter Anerkennung seiner langjährigen treuen Dienste und mit Belassung seiner Bezüge als Oberst pensioniert. Vier Jahre später, am 6. November 1863, starb Maximilian von Schlägel im Alter von 74 Jahren in Kronach.

### Ehe und Nachkommen
Maximilian von Schlägel heiratete am 4. August 1817 Karoline von Gugler (* 1794; † 13. Juni 1869 in Bamberg). Das Paar hatte sieben Kinder, vier Söhne und drei Töchter. Alle Söhne dienten als Offiziere in der königlich bayerischen Armee. Der älteste Heinrich Theodor Max (* 31. Mai 1822 in München; † 23. September 1850 in Amberg) als Unterleutnant, Ludwig Karl August (* 16. Februar 1826 in München; † 26. Februar 1862 in Kronach) als Unterleutnant und Karl Michael (* 27. Februar 1828 in München; † 5. Februar 1853 in Landau in der Pfalz) ebenfalls als Unterleutnant. Maximilian Joseph (* 24. Dezember 1823 in München), der zweitälteste Sohn und der einzige der seine Eltern überlebte, starb am 22. März 1870 in Bamberg als Hauptmann außer Dienst. Mit seinem Tod erlosch die Familie im Mannesstamm. 
Von den Töchtern wurde die älteste Henriette Maximiliane Karoline Helene Rosine (* 17. Juni 1819 in München) Präbendarin der Einkünfte des Militär-Max-Joseph-Ordens. Sie starb unverheiratet am 17. Dezember 1901 in Bamberg. Ihre jüngere Schwester Auguste Ursula Karoline (* 2. März 1830) heiratete in der Festung Rosenberg am 2. Mai 1858 den königlich bayerischen Landgerichtsrat zu Bamberg Andreas von Haupt. Die jüngste Tochter Sophie (* 26. Dezember 1834 in München; † 5. August 1902 in Bad Hindelang) heiratete am 17. Oktober 1858 ebenfalls in der Festung Rosenberg den königlich bayerischen Kammerjunker und Postbeamten Anselm Freiherr Lochner von Hüttenbach. Ihre gemeinsamen Söhne waren der Lokalhistoriker und Schriftsteller Oskar Freiherr Lochner von Hüttenbach und der Land- und Forstwirt Maximilian Freiherr Lochner von Hüttenbach.

## Anmerkung
1. ↑  Als Geburtstag wird bei Schrettinger Der Königlich Bayerische Militär-Max-Joseph-Orden und seine Mitglieder. der 19. Dezember angegeben, das Gothaisches Genealogisches Taschenbuch der Briefadeligen Häuser 1907. nennt den 21. Dezember.

| Personendaten    | Personendaten                                                                  |
| ---------------- | ------------------------------------------------------------------------------ |
| NAME             | Schlägel, Maximilian von                                                       |
| ALTERNATIVNAMEN  | Schlägel, Maximilian Thomas Ritter von (vollständiger Name); Schlägel, Max von |
| KURZBESCHREIBUNG | bayerischer Offizier, zuletzt Generalmajor                                     |
| GEBURTSDATUM     | 19. Dezember 1788                                                              |
| GEBURTSORT       | Amberg                                                                         |
| STERBEDATUM      | 6. November 1863                                                               |
| STERBEORT        | Kronach                                                                        |